# Lețcani
Lețcani – wieś w Rumunii, w okręgu Jassy, w gminie Lețcani. W 2011 roku liczyła 3552 mieszkańców.